# Fetiță (strugure)
Fetiță este un vechi soi românesc de struguri.